# Диверзија на Главној пошти у Загребу 1941.
|  | Овај чланак је део серије чланка о Загребу у Народно-ослободилачкој борби. |

Диверзија на Главној пошти 1941. је назив за велику диверзију, коју је извела група загребачких илегалаца у недељу 14. септембра 1941. године на телефонским постројењима Главне поште у Јуришићевој улици.

## Припрема и ток операције
Ова диверзија је била организована и изведена на иницијативу Централног комитета Комунистичке партије Хрватске и њеног секретара Рада Кончара лично. За извршења ове диверзије ангажовано је неколико загребачких илегалаца; Блаж Месарић, Антун Бибер, Војо Ковачевић и Анте Милковић (последња двојица су ухапшени непосредно пред експлозију) и група из Главне поште; Јосип Чуљат, Славко Маркон, Вилим Гаљер и Нада Гаљер.
Лимене кутије за експлозив, прилагођене димензијама главних водова градске телефонске централе израђене су у браварској радионици симпатизера КПЈ Ивана Брумена, на Паромлинској цести.
За експлозив је био задужен Блаж Месарић, који га је набавио преко домобранског поручника Аугустиновића (овај га је украо из војног магазина). Главни проблем било је уношење 21 килограма експлозива у зграду поште, јер је зграда била под стражом. Проблем је решен тако да је експлозив послан поштанским пакетом на адресу „Славко Маркон, Главна пошта, Јуришићева“. Славко Маркон, Јосип Чуљат и Нада Гаљер (телефонисткиња) успели су некако да наместе своје дежурство тако да су се сва тројица нашла на служби у суботу у 24 часа. Немачког стражара, који је стално дежурао, решили су се тако да су га опили. Одмах су почели да постављају седам кутија експлозива по телефонским уређајима по згради. Три кутије су поставили у уређаје градске аутоматске централе, две на високофреквентна међуградска постројења један спрат ниже, и две на разводник. Након тога, експлозивне направе су повезали жицама за електрично паљење, тако да су биле спремне за активацију обичним подизањем слушалице с одређеног телефонског апарата. Били готови у 7 часова ујутро, тако да су већ у 8 часова сво троје били у возу за Карловац из којег су намеравали да се пребаце на Кордун у партизане.
У недељу у 12.30 часова, у стану професорке Олге Милчиновић, Никола Рупчић, који је тај задатак добио од Антуна Бибера, подигао је телефонску слушалицу и активирао детонацију. Након тога су у зграду улетели полицајци и потпуно искључили струју (акумулаторе) желећи тако да спрече евентуалне нове експлозије, али управо је то изазвало другу експлозију. Једна бомба није експлодирала (због лоше монтаже), али од осталих сва стакла на згради Главне поште су разбијена, а кроз прозоре је излетела већа количина канцеларијског папира и списа.

### Последице диверзије
Од експлозије је на месту погинуо полицајац Шкунца. Пет усташких агената, два немачка војника и један официр су рањени, али нико од поштанских службеника или грађана није страдао.
Диверзија је изазвала и велику материјалну штету на телефонским уређајима Главне поште Загреб и вишечасовни прекид телефонских веза са Бечом, Берлином, Београдом, Одесом и Софијом. Телефонска централа је поправљана седам месеци. Но од материјалне штете био је пуно значајнији морални ефекат акције. И наизглед мирни и сигурни Загреб био је део фронта Другог светског рата.

### Након диверзије
Већ у понедељак у усташким дневним новинама »Хрватски народ« изашло је службено обавештење о диверзији на Главној пошти:»Дана 14. рујна о. г. у времену од 12,30 и 13 сати праснула су у згради Равнатељства пошта, одјелу брзојава и брзогласа, четири паклена строја. Том приликом рањено је осам особа, међу њима два њемачка војника и један часник, те неколико чланова редарственог изасланства. Редарствени пристав Шкунца подлегао је задобивеним ранама ...«
А у среду 17. септембра 1941. године, Загреб је освануо излепљен великим плакатима потерницама за починиоцима ове акције, Јосипом Чуљатом (поштанским службеником, старим 20 година), Славком Марконом (поштанским техничарем, старим 21 годину), Вилимом Гаљером (поштанским службеником, старим 30 година) и Надом Гаљер рођ. Кафка (поштанском службеницом, старом 21 годину) у којој се нудила награда од 100.000 куна за њихово проналажење.

## Културне референце
Након рата је године 1961. о том догађају снимљен филм „Диверзија на телефонску централу“ редитеља, сценаристе и монтажера Иве Лукаса, камера: Владимир Хохолач, при чему је асистент камере био Зоран Тадић. Тај је догађај Тадић, тада као режисер, обрадио и у једној од епизода ТВ-серије Непокорени град.